# Jukka Kuoppamäki
Jukka Kuoppamäki, född 1 september 1942 i Helsingfors, är en finländsk sångare och låtskrivare. Bland hans sånger finns ”Sininen ja valkoinen”, ”Kultaa tai kunniaa”, ”Paljon sanomatta jää”, ”Pieni mies”, ”Kiskot vievät etelään” och ”Valtatie”. Han var också präst i The Community of Christians från år 1980 fram till år 2012, då han gick i pension. Han är bosatt i Tyskland.
Kuoppamäkis musikkarriär startade år 1959 i bandet Neloset, tillsammans med Jaakko Kyläsalo, där Kuoppamäki spelade gitarr och var tenor. De första soloprojekten släpptes år 1962. Kuoppamäki var som mest framgångsrik under första hälften av 1970-talet. 1973–1979 drev Kuoppamäki skivbolaget Satsanga Records. På 1980-talet var han mer inaktiv, men i början av 1990-talet blev han återigen en mer aktiv låtskrivare och sångare.